# إتيان آيغنر
إتيان آينغر (بالمجرية: Etienne Aigner)‏ (8 نوفمبر 1904 - 5 نوفمبر 2000) مؤسِّسة إتيان ايغنر الأمريكية وإيتيين آيجنر إيه جي ، وهما بيتان للأزياء الراقية منفصلتان في الوقت الحالي ، ومقرهما مدينة نيويورك وميونيخ ، وتنتج الشركتان سلعا ترفا بما في ذلك حقائب اليد والأحذية والملابس الجاهزة النسائية والمحفظة والإكسسوارات الجلدية

## التاريخ
ولدت إتيان آينغر في آيرشاكويفار ، الإمبراطورية النمساوية المجرية ، في عام 1904 (تسمى الآن نوفي زامكي ، سلوفاكيا). كان آيغنر في البداية كاتب كتب ؛ بعد فترة قصيرة من الحرب العالمية الثانية ، كان يخلق حسب الطلب سلع [جلدية] عالية الجودة لعدد من هوت كوتور (صيحات الموضة) البوتيك في باريس. أسس أيجنر نفسه بتصميم حقيبة يد وأحزمة لنخبة الأزياء الأوروبية. في عام 1950 ، بعد التلمذة الصناعية الناجحة مع المصممين كريستيان ديور وكريستوبال بالينكياغا ، وصل إيغنر إلى مدينة نيويورك من باريس مع خطط لإطلاق علامته التجارية في السوق الأمريكي الجديد المزدهر وهو ما تم عام 1959.